# Dicranoptycha caesia
Dicranoptycha caesia là một loài ruồi trong họ Limoniidae. Chúng phân bố ở miền Cổ bắc.